# Segundo Congreso Nacional Campesino
El Segundo Congreso Nacional Campesino se desarrolló en Cuba del 29 al 31 de agosto de 1941. Tuvo la participación de 819 delegados de todos los sectores y organizaciones del campesinado cubano. En este congreso se constituyó la Asociación Nacional Campesina, la cual tenía como objetivo dirigir a los campesinos en la lucha por sus derechos.
- Datos: Q5841688